# Vaccinium microphyllum
Vaccinium microphyllum är en ljungväxtart som beskrevs av Caspar Georg Carl Reinwardt och Carl Ludwig von Blume. Vaccinium microphyllum ingår i Blåbärssläktet, och familjen ljungväxter. Inga underarter finns listade i Catalogue of Life.